# Trafalgar
Trafalgar (рус. Трафальгар) — девятый студийный альбом британской группы Bee Gees, вышедший в сентябре 1971 года.

## Об альбоме
Альбом назван в честь одноимённой песни, отсылающейся к Трафальгарскому сражению. В качестве обложки использован фрагмент картины британского художника Николаса Покока.
Продюсером диска традиционно выступил Роберт Стигвуд, а также сами музыканты Барри, Робин и Морис Гиббы, сведение осуществил Джон Пэнтри. Группа продолжила сотрудничество со старыми лейблами, выпустив британский вариант пластинки через Polydor Records и американский при участии Atco Records. Сама запись проходила в первой половине 1971 года в нескольких студиях Лондона, преимущественно в IBC Studios.
В Соединённых Штатах альбом пользовался попеременным успехом и в чартах смог подняться до 34-го места. Один из синглов пластинки, «How Can You Mend a Broken Heart?», стал первой песней группы, которой удалось стать лидером американского хит-парада. Второй сингл, «Don’t Wanna Live Inside Myself», был выпущен значительно позже и оказался менее удачным, остановившись на 57-й позиции чарта. Музыкальный обозреватель Роберт Димери включил издание в свою книгу «1001 альбом, который вы обязаны прослушать, прежде чем умрёте».

## Список композиций
Сторона А
1. «How Can You Mend a Broken Heart?» (Барри Гибб/Робин Гибб) — 3:58
2. «Israel» (Б. Гибб) — 3:44
3. «The Greatest Man in the World» (Б. Гибб) — 4:17
4. «It’s Just the Way» (Морис Гибб) — 2:33
5. «Remembering» (Б. Гибб/Р. Гибб) — 4:01
6. «Somebody Stop the Music» (Б. Гибб/М. Гибб) — 3:31

Сторона Б
1. «Trafalgar» (М. Гибб) — 3:53
2. «Don't Wanna Live Inside Myself» (Б. Гибб) — 5:24
3. «When Do I» (Б. Гибб/Р. Гибб) — 3:57
4. «Dearest» (Б. Гибб/Р. Гибб) — 3:52
5. «Lion in Winter» (Б. Гибб/Р. Гибб) — 3:59
6. «Walking Back to Waterloo» (Б. Гибб/М. Гибб/Р. Гибб) — 3:51

## Позиции в хит-парадах
Годовые чарты:
| Хит-парад (1972) | Позиция |
| ---------------- | ------- |
| Италия (FIMI)    | 32      |